# Бокій Василь Іванович
Василь Іванович Бокій герба власного (пол. Wasyl Iwanowicz Bokiej; після 1460 р. — після 1534 р.) — дворянин господарський.

## Біографія
Походив з брянських бояр Бокєєвих. 
В березні 1498 року очолював литовське посольство від великого князя Олександра до великого князя московського Івана Васильовича щодо скарг затриманного в дорозі до Путивлю московського посла в Крим Михайла Плєщеєва, а також щодо вирішення питань князів Мезецьких та Воротинських.
В 1500 р. Брянське князівство були захоплено Москвою, і рід Бокеєвих розділився. Василь Іванович, як і більша частина брянських бояр, залишив захоплені вітчизні землі.

## Маєтності
В 1505 р. від короля Олександра Ягелончика отримав село Печихвости на Волині, а в 1508 і 1528 рр. отримав на нього підтвердження від короля Сигізмунда І Старого: 
Жикгимонтъ, Божю м(и)л(о)стью корол полский, вεликий кнѧз литовский, рꙋсский, прꙋский , жомоитьский, мазовεцъкий и иныхъ.
Чинимъ знамεнито симъ нашимъ листомъ, хто на нεго посмотритъ або чтꙋчи εго услышыть, нинεшънимъ и на потомъ бꙋдꙋчимъ, кому бꙋдЕть потрεбъ того вεдати.
Билъ намъ чоломъ дворанинъ нашъ Василεй Ивановичъ Бокий и повεдилъ пεрεд нами, што жъ братъ нашъ Алεкъсанъдро, король и вεликий кнѧз Его м(и)л(о)cть, далъ емꙋ имεньε у Волыни в Лꙋцъкомъ повεтε на ймꙗ Пεчихвосты, котороε жъ пεрεд тымъ дεръжал зεмꙗнинъ волынский Довъкгайло, а послε того Довъкгайла ѡтεцъ нашъ, славъноε памεти Казимиръ, король εго м(и)л(о)сть, тоε имεнε далъ былъ вεликомꙋ кн(я)зю Михайлꙋ Борисовчꙋ Твεръскомꙋ. И на то листъ-данинꙋ брата нашого пεрεд нами вказывалъ, и биль намъ чоломоъ, абыхъмо на то дали εмꙋ нашъ листъ на вεчъность.

Ино мы з ласки нашоε ласки нашоε и тεжъ длꙗ εго вεръноε и накладноε к намъ слꙋжъбы то вчинили, на то дали εмꙋ сεсь нашь лист, и подтвεржаεмъ то симь нашимъ листомъ. Маεть ѡн и εго жона, и ихъ дεти, и на потомъ бꙋдꙋчиε ихъ щадки, то, имεньε Пεчихвосты дεржати со въсими людми, и з ихъ зεмълꙗнами пашъными и борътными, и з сεножатьми, и з лꙗды, и з лꙗдищи, и з хворостъники, и з ловы, и з ловищи звεринными и пташими, и с озεры, и з болоты, и з рεками, и з рεчъками и ихъ потоки, съ ставы и ставищи, и з рыбники, и з млыны и ихъ вымεлъки, з даньми грошовыми, и з мыты коловоротъными и со въсими иными доходы и поплатьки, которымъ-кольвε имεнεмъ могꙋть названы або мεнεны быти и со въсимъ с тым, какъ тоε имεньε прεдки εго дεръжали Довъкгайло и кнѧз вεликий Михайло Твεрский, такъ долъго и широко, какъ сꙗ тоε имεньε Пεчихввосты съ стародаъна ꙋ своихъ границах маεть, ничого нε ѡставъляючи на насъ и на наши наслεдки. И волεнъ ѡнъ тоε вышεй писаноε имεньε Пεчихосты ѡтьдати, продати, замεнити, розширити и кꙋ своεмꙋ вжиточъномꙋ и лεпъшомꙋ ѡбεрнути, какъ сꙗ и εго справεдливымъ наслεдникомъ налεпεй ꙋвидить, и подтвεрдили нашимъ листомъ.
В 1534 р. придбав у Богдана Львовича Боговитина маєтність М'ятово.

## Родина
Мав синів Федора і Гаврила.